# Coalville, Africa de Sud
Coalville este un oraș din provincia Mpumalanga, Africa de Sud.